# Barry Jenkins
Barry Jenkins (ur. 19 listopada 1979 w Miami) – amerykański reżyser i scenarzysta, mieszkający w Los Angeles, reżyser i scenarzysta filmów Medicine for Melancholy (2008) oraz Moonlight (2016).

## Życiorys
Barry Jenkins urodził się w 1979 roku w Liberty City (dzielnica Miami), ma troje starszego rodzeństwa. Gdy miał 12 lat, zmarł jego domniemany ojciec, który wcześniej odszedł od jego matki w przekonaniu, że Barry nie jest jego biologicznym synem. Matka była uzależniona od narkotyków, a chłopiec wychowywany był przez inną kobietę. Uczęszczał do Miami Northwestern Senior High School, a następnie studiował filmoznawstwo na Florida State University w Tallahassee.
Jego pierwszy film długometrażowy to niskobudżetowa produkcja Medicine for Melancholy, mająca premierę w 2008 roku. Budżet tego melodramatu wynosił 15 tys. dolarów, które Jenkins pożyczył od przyjaciół.
Barry Jenkins zdobył, wraz z Tarellem Alvinem McCraneyem, Oscara w 2017 roku za najlepszy scenariusz adaptowany do filmu Moonlight, napisany na podstawie opowiadania In Moonlight Black Boys Look Blue autorstwa McCraneya. Otrzymał wówczas także nominację do Oscara w kategorii „Najlepszy reżyser”.
Zasiadał w jury sekcji "Cinéfondation" na 70. MFF w Cannes (2017).
W 2018 nakręcił film Gdyby ulica Beale umiała mówić, na podstawie powieści Jamesa Baldwina pod tym samym tytułem.
Pod koniec 2024 roku do kin trafi jego najnowszy film – Mufasa: Król lew.

## Filmografia i nagrody
| Rok  | Tytuł filmu             | Uwagi                                              | Nagrody i nominacje (rok otrzymania) | Źródło |
| ---- | ----------------------- | -------------------------------------------------- | --- | ------ |
| 2003 | My Josephine            | Film krótkometrażowy                               | brak | [ 1 ]  |
| 2003 | Little Brown Boy        | Film krótkometrażowy                               | brak | [ 1 ]  |
| 2008 | Medicine for Melancholy | Reżyser Scenarzysta (pierwszy film długometrażowy) | San Francisco Film Critics Circle (2009) – nagroda Marlona Riggsa Nominacja – Chicago International Film Festival (2008) – debiut reżyserski Nominacja – Gotham Independent Film (2008) – kategoria „Best Breakthrough Director” Nominacja – Independent Spirit (2009) – debiut reżyserski Nominacja – Los Angeles Film Festival (2008) – kategoria „Filmmaker Award for Best Narrative Feature” | [ 4 ]  |
| 2009 | A Young Couple          | Film krótkometrażowy                               | brak | [ 1 ]  |
| 2009 | Tall Enough             | Film krótkometrażowy                               | brak | [ 1 ]  |
| 2011 | Chlorophyl              | Film krótkometrażowy                               | brak | [ 1 ]  |
| 2016 | Moonlight               | Reżyser Współscenarzysta                           | Oscar za najlepszy scenariusz adaptowany (2017) Austin Film Critics Association (2016) – najlepsza reżyseria Chicago International Film Festival (2016) – kategoria „Best Narrative Feature” Chicago International Film Festival (2016) – nagroda publiczności Chicago Film Critics Association (2016) – najlepsza reżyseria Gotham Independent Film (2016) – najlepszy scenariusz Independent Spirit (2017) – najlepsza reżyseria Independent Spirit (2017) – najlepszy scenariusz Independent Spirit (2017) – nagroda Roberta Altmana Los Angeles Film Critics Association (2016) – najlepsza reżyseria National Board of Review (2016) – najlepsza reżyseria National Society of Film Critics (2017) – najlepsza reżyseria New York Film Critics Circle (2016) – najlepsza reżyseria San Francisco Film Critics Circle (2016) – najlepsza reżyseria Writers Guild of America (2017) – najlepszy scenariusz oryginalny Nominacja – Oscar za najlepszą reżyserię (2017) Nominacja – Złoty Glob dla najlepszego reżysera (2017) Nominacja – Złoty Glob za najlepszy scenariusz (2017) Nominacja – Nagroda Brytyjskiej Akademii Filmowej za najlepszy scenariusz oryginalny (2017) Nominacja – Festiwal Filmowy w Londynie (2016) Nominacja – Międzynarodowy Festiwal Filmowy w Toronto (2016) | [ 3 ]  |